# Grace (album)
Grace prvi je kompletni studijski album američkog glazbenika Jeff Buckleya koji izlazi u kolovozu 1994. Album je dobio naziv po skladbi s popisa "Grace", koju su zajedno napisali Jeff Buckley i Gary Lucas. U početku objavljivanja, album je imao slabu prodaju i nalazio se na #149 američke Top liste, iako je kod kritičara dobivao dobre ocjene. Budući da je Buckley umro 1997., album naglo dobiva veliki broj obožavatelja i prodaje se u preko 2 milijuna kopija širom svijeta. Proširena verzija albuma pod imenom Legacy Edition izlazi 2004.g., koji dolazi na #49 britanske Top liste. Album se s proslavlja svakih deset godina.
Glazbenici poput Thoma Yorkea, Radioheada, i Matthewa Bellamya iz Muse, smatraju Jeffa Buckleya vrlo utjecajnim i daju sve pohvale albumu ali i stariji vrlo ugledni izvođači kao Chris Cornell iz Soundgardena i Audioslave, Neil Peart iz Rush, Jimmy Page, Robert Plant, Paul McCartney, Steven Wilson i Bob Dylan.
Album Grace nalazi se na popisu najboljih albuma vrlo cijenjenih časopisa. "Q magazine" stavlja album na popis 75 najboljih albuma svih vremena, nakon glasanja koje je završilo 2005.g., Grace se nalazi na 13 mjestu. Časopis "Rolling Stone" dodaje ga na popis 500 najboljih albuma za sva vremena, a "Mojo Magazine" stavlja ga na #1 klasičnog rock albuma svih vremena.

## Popis pjesama
Originalan popis skladbi
1. "Mojo Pin" (Jeff Buckley, Gary Lucas) – 5:42
2. "Grace" (Jeff Buckley, Gary Lucas) – 5:22
3. "Last Goodbye" (Jeff Buckley) – 4:35
4. "Lilac Wine" (James Shelton) – 4:32
5. "So Real" (Jeff Buckley, Michael Tighe) – 4:43
6. "Hallelujah" (Leonard Cohen) – 6:53
7. "Lover, You Should've Come Over" (Jeff Buckley) – 6:43
8. "Corpus Christi Carol" (Benjamin Britten) – 2:56
9. "Eternal Life" (Jeff Buckley) – 4:52
10. "Dream Brother" (Jeff Buckley, Mick Grondahl, Matt Johnson) – 5:26

- "Forget Her" dodana je kasnije na ponvnom objavljivanju kao 11-ta skladba na album.

## Legacy Edition
2004. Legacy Edition i bonus skladbe
1. "Forget Her" (Jeff Buckley) – 5:12
2. "Dream Brother" – 4:56
3. "Lost Highway" (Leon Payne) – 4:24
4. "Alligator Wine" (Screamin' Jay Hawkins)
5. "Mama, You Been On My Mind" (Bob Dylan) – 3:26
6. "Parchman Farm Blues/Preachin' Blues" (Bukka White/Robert Johnson) – 6:20
7. "The Other Woman" (Jessie Mae Robinson) – 3:05
8. "Kanga-Roo" (Alex Chilton)
9. "I Want Someone Badly" (Nathan Larson) – 2:36
10. "Eternal Life (ulična verzija)"
11. "Kick Out The Jams (uživo)" (MC5)
12. "Dream Brother (Nag Champa Mix)"
13. "Strawberry Street" (Buckley, Goodsight, McNally) – 5:26*

- Na australskom izdanju, bonus skladbe ne vide se na popisu pjesama
- Album Legacy Edition Također je dio sadržaja dokumentarnog DVD-a i videa uratka "Grace," "Last Goodbye," "So Real," "Eternal Life" (ulična verzija) i "Forget Her".

## Izvođači
- Jeff Buckley - vokal, gitara, orgulje, cimbala, harmonije, tabla (skladba 10)
- Mick Grondahl - bas-gitara
- Michael Tighe - gitara
- Matt Johnson - udaraljke, bubnjevi, vibrafon (skladba 10)
- Gary Lucas - "Magical Guitarness" (skladbe 1, 2)
- Karl Berger - trzalački aranžman
- Loris Holland - orgulje (skladba 7)
- Misha Masud - tabla (skladba 10)

## Produkcija
- Producent: Jeff Buckley, Andy Wallace
- Izvršitelj produkcije: Steve Berkowitz
- Projekcija: Clif Norrell, Andy Wallace
- Asistent projekcije: Chris Laidlaw, Bryant W. Jackson, Steve Sisco
- Mix: Andy Wallace
- Mastering: Howie Weinberg
- Direktor slike: Christopher Austopchuk, Nicky Lindeman
- Dizajn: Christopher Austopchuk, Nicky Lindeman
- Asistent dizajna: Jennifer Cohen
- Fotografija: Merri Cyr, David Gahr

## Top lista
Albumi - Billboard (Sjeverna Amerika)
| Godina | Top lista         | Mjesto |
| ------ | ----------------- | ------ |
| 1995.  | Heatseekers       | 5      |
| 1995.  | The Billboard 200 | 149    |

Singlovi - Billboard (Sjeverna Amerika)
| Godina | Singl          | Top lista          | Mjesto |
| ------ | -------------- | ------------------ | ------ |
| 1995.  | "Last Goodbye" | Modern Rock Tracks | 19     |